# Arne Slot
Arend Martijn "Arne" Slot (* 17. září 1978 Bergentheim) je nizozemský fotbalový trenér, který od léta 2024 vede anglický klub Liverpool FC, a bývalý profesionální fotbalista, který hrával na pozici ofenzivního záložníka.

## Trenérská kariéra
Svou trenérskou kariéru zahájil v mládeži PEC Zwolle. Následně působil v Cambuuru, nejprve jako asistent a v roce 2016 se stal hlavním trenérem. S druholigovým klubem došel až do semifinále nizozemského poháru, vyřadil také amsterdamský Ajax. V semifinále klub prohrál s AZ na penalty.
V roce 2017 se stal asistentem v prvoligovém AZ Alkmaar, kde byl v roce 2019 jmenován hlavním trenérem. 5. prosince 2020 byl Slot propuštěn z funkce hlavního trenéra.
V roce 2021 se Slot stal hlavním trenérem Feyenoordu. Ve své první sezóně dovedl klub do finále Konferenční ligy a v následujících sezónách s ním vyhrál Eredivisie a nizozemský fotbalový pohár.
V létě 2024 se Slot stal hlavním trenérem anglického Liverpoolu, kde nahradil odcházejícího Jürgena Kloppa.

## Úspěchy

### Feyenoord
- Nizozemský fotbalový pohár: 2023/24
- Eredivisie: 2022/23

### Liverpool
- Premier League: 2024/25